# Radslavice u Vyškova
Radslavice (deutsch Groß Ratzlawitz) ist eine Gemeinde in Tschechien. Sie liegt fünf Kilometer nördlich von Vyškov und gehört zum Okres Vyškov.

## Geographie

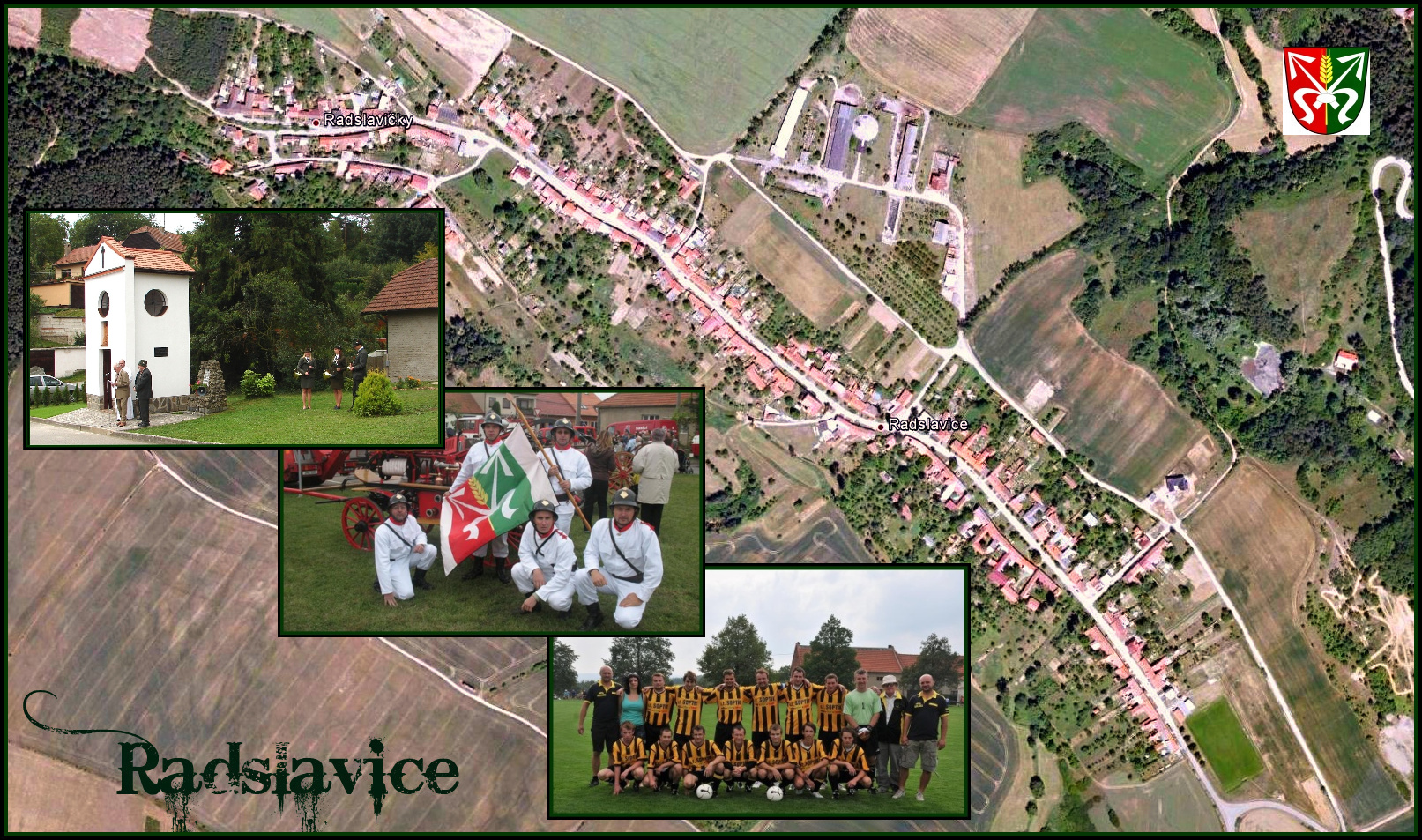
Radslavice aus der Luft

Das Straßendorf Radslavice erstreckt sich linksseitig des Baches Marchanka am Ostabfall des Drahaner Berglandes. Gegen Norden befindet sich der Truppenübungsplatz Březina. Nordwestlich erhebt sich der Věsperk (Wiesberg, 457 m). Drei Kilometer südöstlich liegt an der R 46 der Flugplatz Vyškov.
Nachbarorte sind Kotáry und Podivice im Norden, Zelená Hora im Nordosten, Pustiměř im Osten, Pustiměřské Prusy und Křižanovice u Vyškova im Südosten, Vyškov, Pazderna und Dědice im Süden, sídliště Víta Nejedlého, Hamiltony und Lhota im Südwesten, Pařezovice und Rychtářov im Westen sowie Véspěrk und Radslavičky im Nordwesten.

## Geschichte
Archäologische Funde belegen eine bronzezeitliche Siedlung an der Stelle des heutigen Dorfes, die bis zum 7. Jahrhundert v. Chr. bestand. Im 8. Jahrhundert wurde von auf der Kuppe Hradisko befindlichen Burg aus eine slawische Siedlung gegründet. Dieser Rundling wurde später während der deutschen Kolonisation zu einem Straßendorf erweitert.
Die erste schriftliche Erwähnung des zur Herrschaft Dědice gehörigen Dorfes erfolgte im Jahre 1381. Seit 1450 ist in dem Dorf ein Freigericht nachweisbar. Im mährischen Hufenregister von 1677 sind für Groß Ratzlawitz 43 Anwesen ausgewiesen. Davon waren zwei Dreiviertelhüfner, 25 Halbhüfner, fünf Viertelhüfner und elf Gärtner. 1764 entstand nordwestlich von Ratzlawitz die Rodungssiedlung Klein Ratzlawitz. Nachfolgend wurde das alte Dorf Ratzlawitz als Groß Ratzlawitz bezeichnet.
Nach der Aufhebung der Patrimonialherrschaften bildete Groß Ratzlawitz/Velké Raclavice ab 1850 eine Gemeinde in der Bezirkshauptmannschaft Wischau. 1860 wurde eine Dorfschule eingeweiht, zuvor erfolgte der Unterricht in Dědice und danach in Pustíměř. Für die einklassige Dorfschule wurde 1868 ein neues Schulhaus eingeweiht, das von 170 Schülern besucht wurde. Zum Ende des 19. Jahrhunderts wurde das Dorf auch als Hrubé Raclavice bezeichnet. 1898 bezog die Schule ein neues Gebäude, das einen zweiklassigen Schulbetrieb ermöglichte. Wegen der zunehmenden Schülerzahl erfolgte mit Beginn des Schuljahres 1912/13 der dreiklassige Unterricht. Seit 1925 trägt die Gemeinde den Namen Radslavice. Während der deutschen Besetzung erfolgte 1940 der Beschluss zur Erweiterung des Schießplatzes Wischau zu einem großen Truppenübungsplatz der Wehrmacht. Zu den 33 für die Errichtung des Truppenübungsplatzes Wischau zu räumenden Dörfern, von insgesamt 43 in ganz Mähren, gehörte in der ersten, bis 31. Oktober 1941 zu realisierenden Etappe, auch Groß und Klein Ratzlawitz. Groß Ratzlawitz hatte zu dieser Zeit 784 Einwohner und in Klein Ratzlawitz waren es 255. Nach dem Ende des Zweiten Weltkrieges wurde die Gemeinde ab Juni 1945 wieder besiedelt. 28 Häuser des Dorfes waren zerstört. 1950 erfolgte der Zusammenschluss der Gemeinden Radslavice und Radslavičky. Die Gemeinde bestand aus 156 Häusern und hatte 536 Einwohner. 1957 wurde der Kindergarten eingerichtet. Seit demselben Jahre erfolgte der Unterricht im Gebäude des Kindergartens und 1975 wurde er gänzlich eingestellt. Zum 1. Jänner 2008 hatte die Gemeinde 434 Einwohner. 35 Häuser dienen hauptsächlich Brünner Bürgern als Feriendomizil.

## Gemeindegliederung
Die Gemeinde Radslavice besteht aus den Ortsteilen Radslavice (Groß Ratzlawitz) und Radslavičky (Klein Ratzlawitz).

## Sehenswürdigkeiten
- Glockenturm am Dorfanger

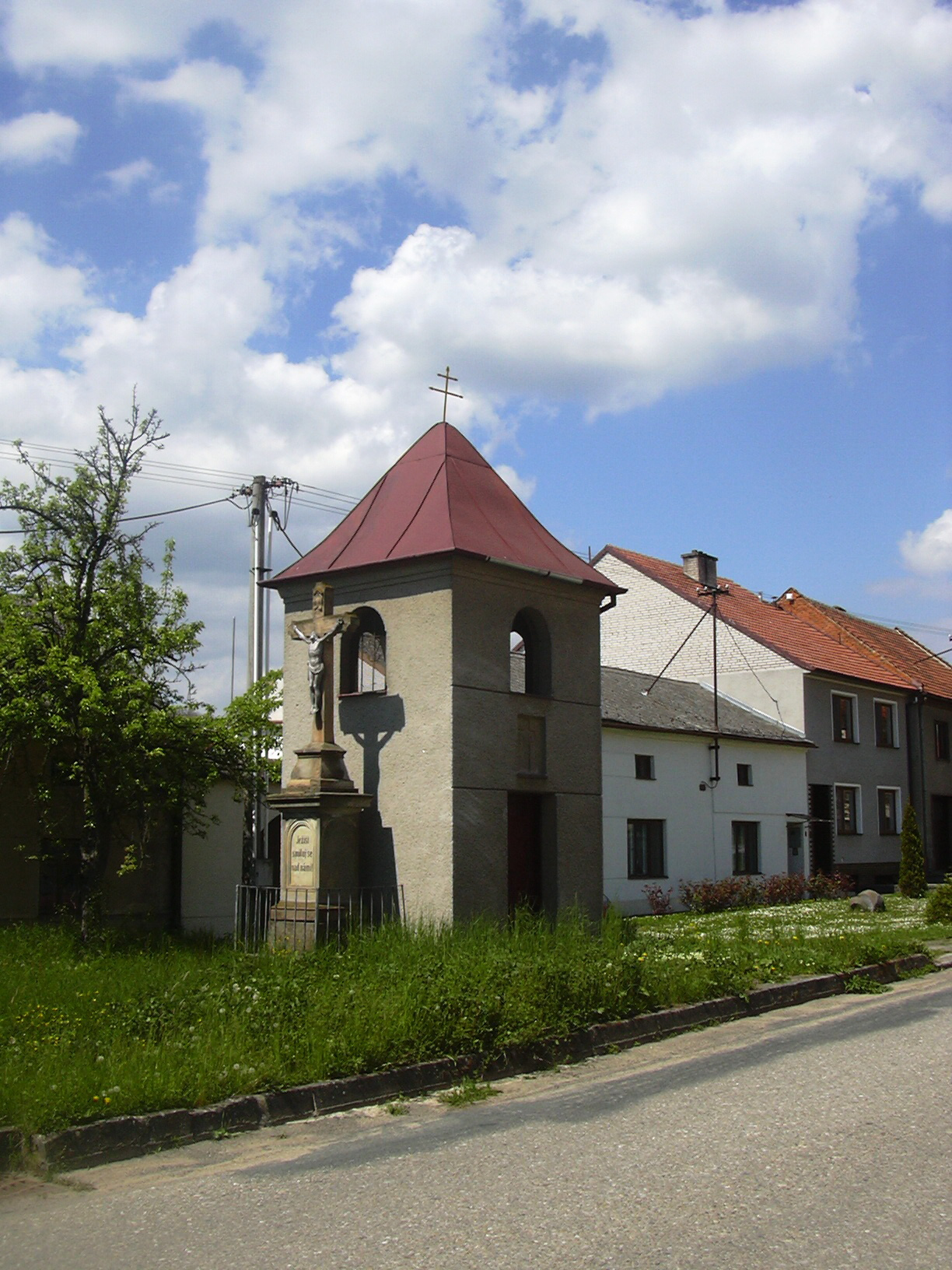
Glockenturm

- Glockenturm in Radslavičky, erbaut 2007
- Steinkreuz vor dem Glockenturm
- Museum für Flug- und Militärtechnik (Muzeum letecké a vojenské techniky) am Flugplatz Vyškov mit ausgemusterten Kampfjets.
- slawische Burgstätte Dolní Mejlice, östlich des Dorfes über dem Tal des Baches Pustiměřský potok